# Star Ruby
Hybride
Parent A de l'hybridation 
  Citrus maxima 
×

Parent  B de l'hybridation 
  Citrus sinensis 
Classification phylogénétique
Star Ruby, pomelo Star Ruby, Citrus paradisi Macfadyen cv Star ruby, est un cultivar de Citrus paradisi à pulpe rouge-rosée obtenu au Texas, mis en culture en 1970 et largement consommé aux Etats-Unis. En Europe, il est admis dans 2 IGP et commercialisé sous leurs noms: Pomelo de Corse (France) et Citrinos do Algarve (Portugal).

## Dénomination
En anglais Star Ruby grapefruit. Hinton East (1792) classe les grape-fruit-tree dans les Citrus. Ruby (vermeil) est un un terme unificateur des C. paradisi rouges décliné dans les noms des cultivars  populaires des années 1970: 'Ruby Red', 'Ruby-Sweet'®. Les fruits à pulpe rouge mobilisaient les agriculteurs et obtenteurs qui recherchaient les boutures les plus rouges possible. Il est rebaptisé Sunrise en Israël.

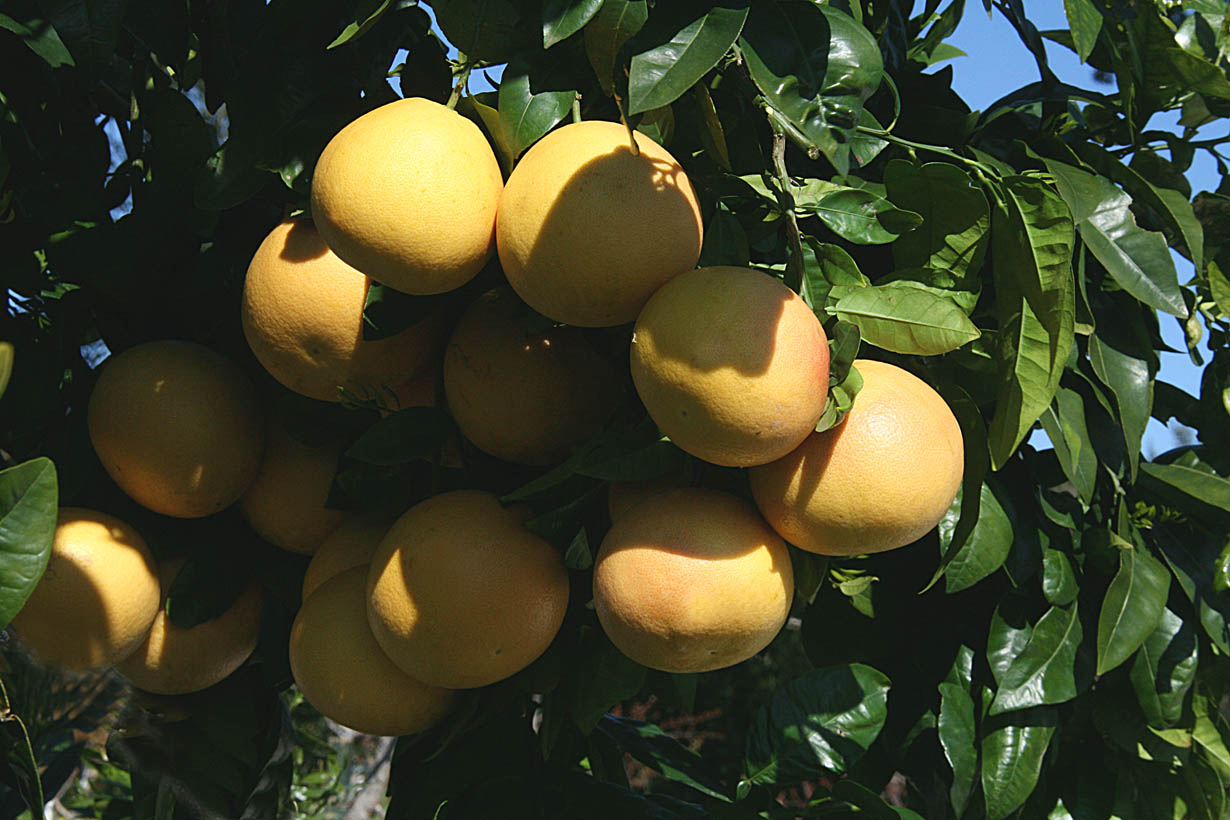
Grapefruit - utilisé depuis l'origine en français - vient de la fructification en grappes

D. Tisne-Agostini et Camille Jacquemond (1989) écrivent: «En France, l'appellation commerciale «pamplemousse» recouvre un ensemble de variétés qui sont en fait des pomelos (Citrus paradisi Macfadyen) le pamplemousse étant le fruit d'une autre espèce botanique (Citrus grandis ( L.) Osbeck) commercialisé principalement en Extrême-Orient». La confusion est aussi ancienne que la découvert de C. paradisi par les français (J. Huret Le Figaro 1903) «La pamplemousse (grape-fruit) est une sorte d'énorme orange, un peu amère, à la pelure jaune-citron, qu'on coupe en deux, qu'on saupoudre de sucre, et qu'on mange, découpée en morceaux, à la cuillère. Qu'aimais-donc si fort dans le grapefruit ? Est-ce le mot, si joli, qui entra dans ma mémoire d'enfant avec les paysages ensoleillés des îles tropicales, est-ce le jus bienfaisant du fruit? [ ]  chaque matin, je demandais de la pamplemousse, et je goûtais le fruit savoureux avec une gourmandise d'explorateur au désert». 

## Histoire: un agrume américain

### Origine et développement

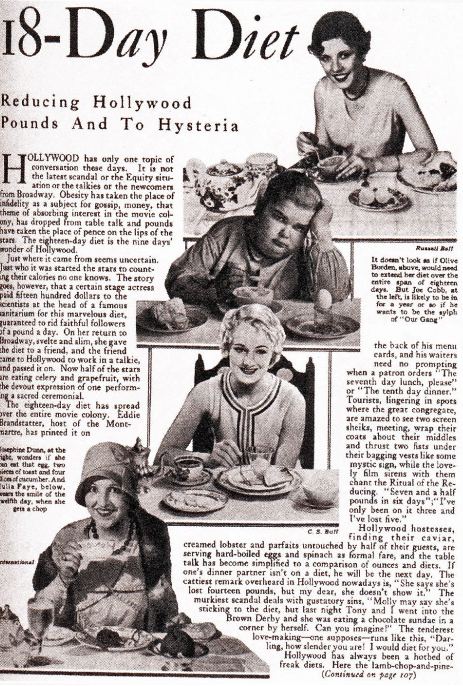
Le Régime Hollywood (1929)

Paul Robert (1949) qui le nomme pomelo, donne une production de 325 000 t en 1920-24, le tonnage commence à croitre en 1930 et passe le million de t en 1935 et 2 millions de t en 1943. La consommation atteint un sommet de 11 kg = 25 lb. par habitant aux États-Unis en 1976, après l'arrivée de Star Ruby sur le marché. Les rouges sont préférés en fruit de table (en salade, en dessert) ou en jus (cocktails). Le régime pamplemousse, régime Hollywood ou régime 18 jours réputé amaigrissant sans exercice fait fureur aux Etats-Unis. Malgré le déclin de la production américaine (gels au Texas, maladies) les 4,5 millions de t sont atteints en 1987-89 et 5,5 en 1997-99 avec la mondialisation de la culture. 6,8 millions de t est niveau moyen de la production mondiale entre 2018 et 2023 .

### L'expansion des pamplemousses à pulpe rouge

#### Les mutants naturels
Le premier mutant coloré de C. paradisi est 'Foster', isolé à Ellenton (Floride) par R.B. Foster en 1907 mutant de bourgeon de 'Walters'. En 1913, le mutant asperme à pulpe rose 'Marsh' Pink grapefruit (ou 'Thompson' Pink grapefruit) est reproduit par S. A. Collins depuis le verger de Thompson à Oneco (Floride), il est diffusé en 1924. Il connait un succès commercial qui lui vaut d'être planté extensivement au Texas et en Floride en remplacement de 'Foster'. En 1929, A.E. Henninger isole 'Redblush' (ou 'Ruby', 'Red Marsh', 'Red Seedless', 'Henninger Red') dans le verger Thompson à McAllen et le brevette (brevet végétal américain n° 53) puis Redblush en 1931.
'Marsh' et 'Walters' sont dérivés du premier C. paradisi introduit aux Etats-Unis: 'Duncan', tous trois à pulpe légèrement jaunâtre..

#### Les obtentions de Hensz
En 1959, la recherche de fruits de plus en plus coloré et aspermes conduit Richard A. Hensz à un programme d'amélioration par mutagenèse aléatoire in vivo (irradiation des graines par neutrons thermiques dont le dosage n'a pas été communiqué - technique traditionnelle que la Cour Européenne de Justice ne qualifie pas d'OGM) au Texas de graines de Foster Pink et de Hudson . Star Ruby, mutant de 'Hudson' est sélectionné. La production commence en 1970. Un second cultivar plus coloré 'Rio Red' (1976) sera retenu provenant de l'irradiation de bourgeons de Ruby Red  . Ce sont les principales variétés actuellement cultivée au Texas et au Mexique, Star Ruby, représente 88% des C. paradis plantés en Afrique du Sud premier producteur mondial. Il représente de 60 % de la production totale de pamplemousses (2022). 'Rio Red' (1976) est largement cultivée au Texas et au Mexique.
Ils ont pour descendance 'Ray Ruby', 'Flame', 'Nel Ruby', 'Red La Toma', 'Oran Red' (Argentine, 1989).

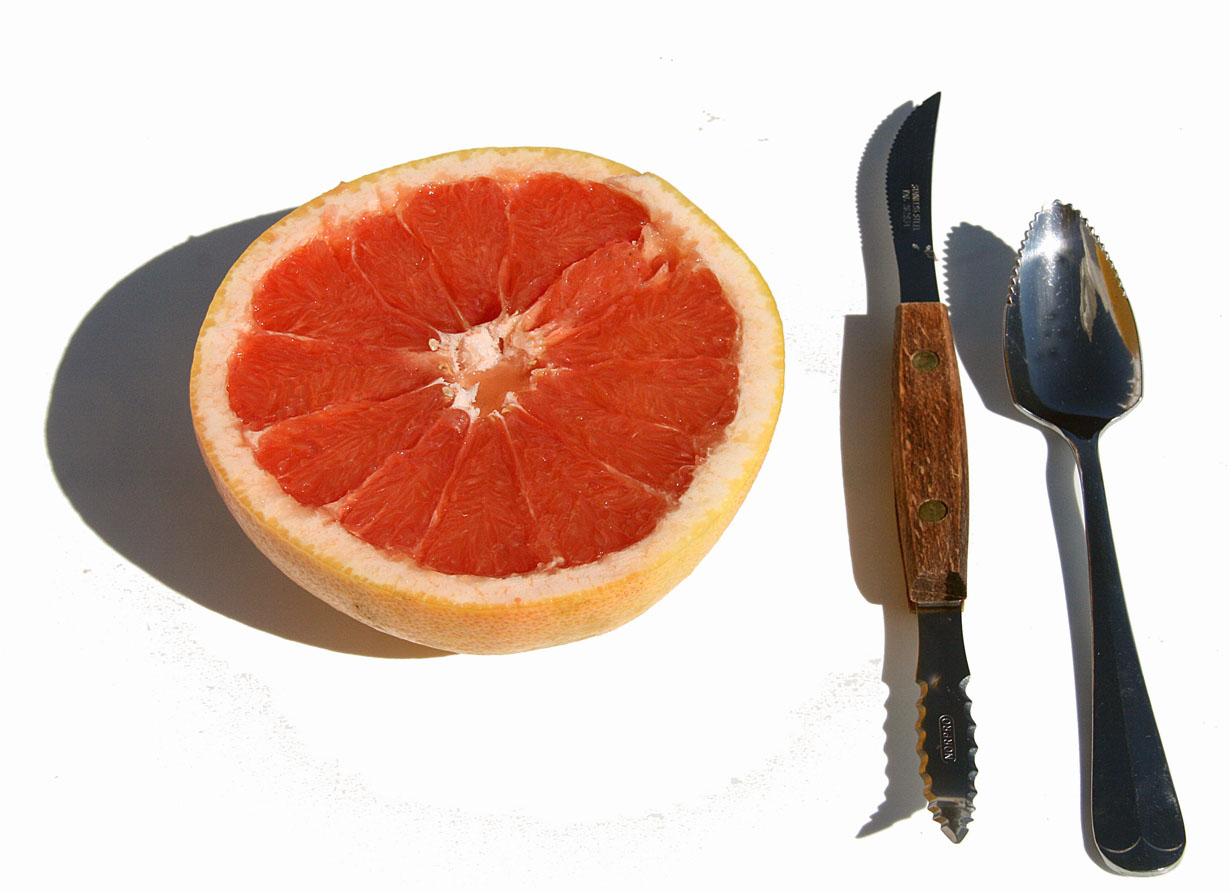
Star ruby coupé en deux, couteau à grapefruit avec sa double lame pour détacher les membranes et cuillère à grapefruit

## Description
Star Ruby est classé dans les grapefruits sans graines. L’écorce est fine et colorée. La pulpe est ferme, croquante et juteuse.
Il n'est pas sans problèmes de culture, il ne s'adapte pas à tous les sols, est moyennement vigoureux et sensible à certains produits phytosanitaires (herbicides résiduels et certains insecticides). Légère tendance à l’alternance biennale. Il est disponible dans l'hémisphère nord de novembre à mars pleine saison février-mars en climat chaud.

### Rouge-rosé

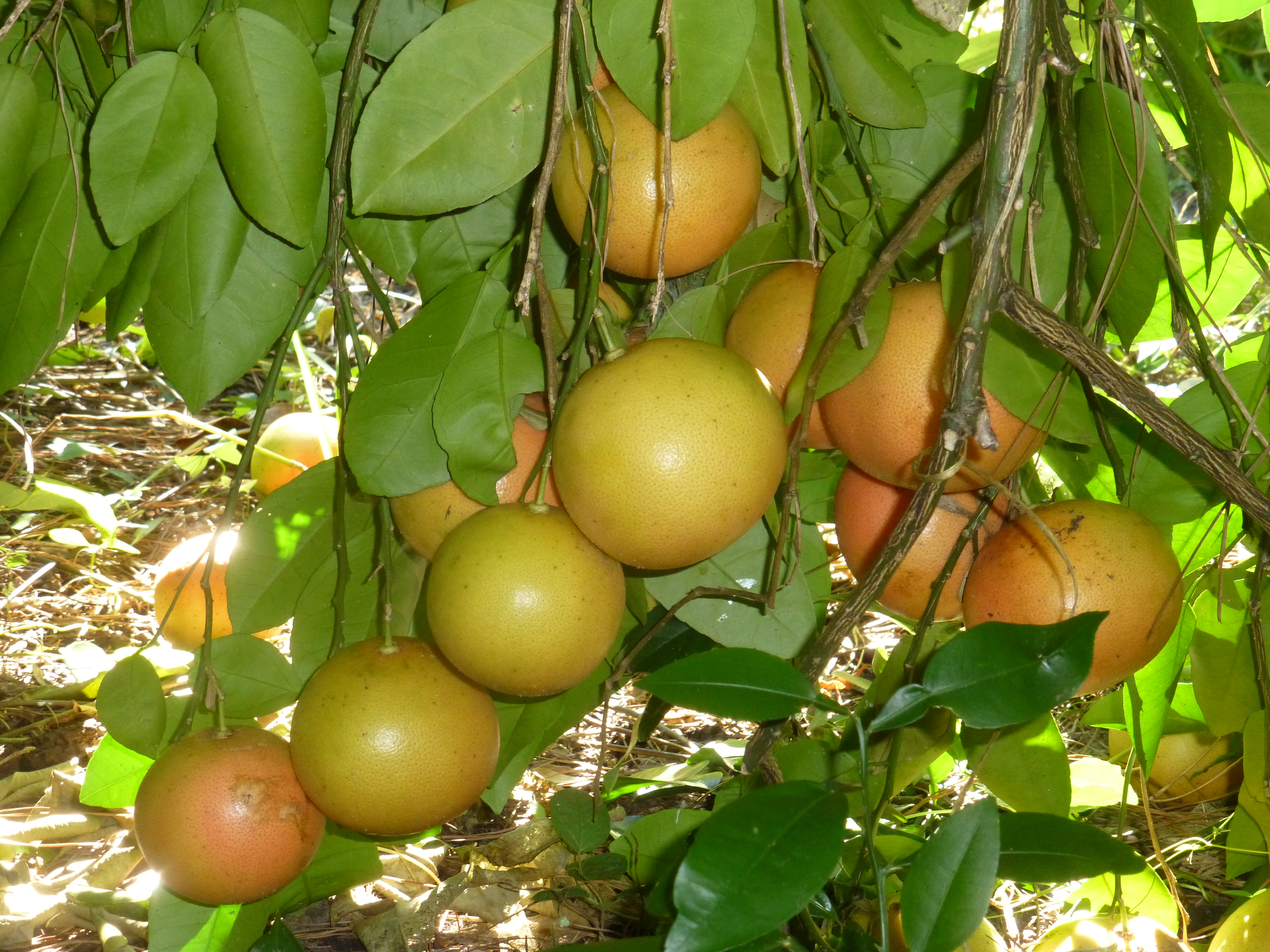
Coloration des C. paradisi à l'ombre de la canopée

La saturation de la couleur des jus est très variable selon les cultivars et la saison. Le lycopène est principal le pigment observé, sa présence est considérée comme un indicateur de coloration, à côté du β-carotène (mentionnées traces de ζ-carotène et de phytofluène), Ruby red est davange coloré que les oranges ou les tangors. L'origine génétique a été décrite (2011), la régulation transcriptionnelle du gène CpPSY contrôle la synthèse des  caroténoïdes, celle de CpLCYB2 le cycle du lycopène dans chromoplastes pendant la maturation des fruits, les auteurs ont trouvé des mécanismes comparables chez la tomate et le poivron. L'épigénétique intervient chez Star Ruby les fruits qui se développent à l'ombre de la canopée ont une coloration rouge plus intense que ceux exposés au soleil. Il a été observé que les fruits conservés au froid 11 °C ont davantage de caroténoïdes et de flavonoïdes après 16 semaines.

#### Agrumes pigmentés du futur

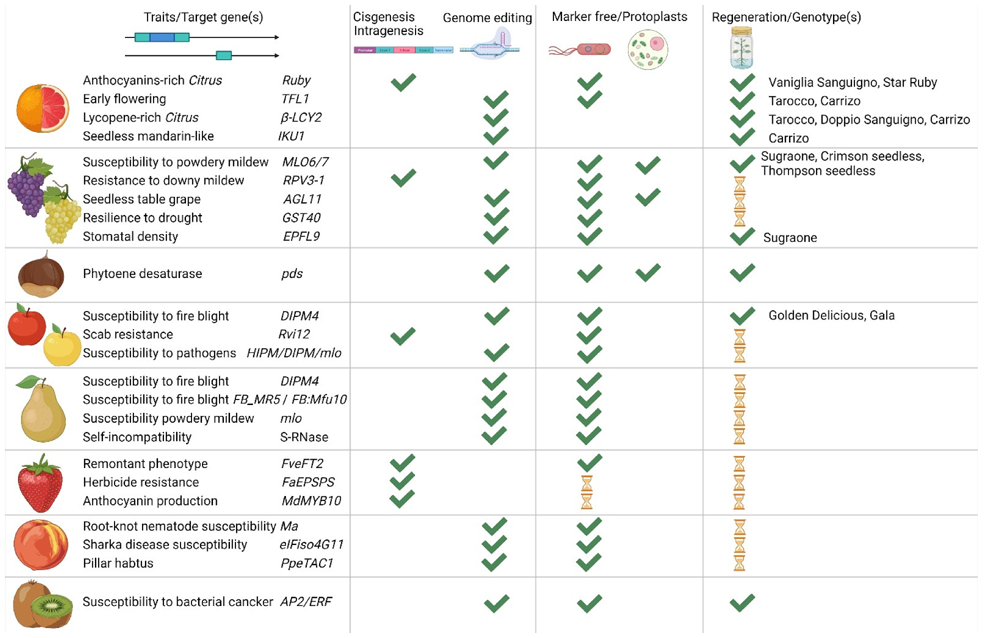
Amélioration de l'intensité de la couleur de Star Ruby par cisgenèse (2023)

Ruby est un modèle de cisgène dans des agrumes riches en lycopène (orange et pamplemousse très pigmentés) les chercheurs italiens (2023) ont obtenu 4 lignées positives de 'Star Ruby' par transformation d'épicotyles. Ces recherches sont prometteuses en termes de bénéfice pour la santé et de niveau d'antioxydants.

### Apport nutritionnel
Le fruit pèse entre 300 et 450 g avec 47 à 62 % de jus la composition est affectée par les conditions de stockage, stocké 3 mois à 6 °C il est plus acide et perd en solides solubles totaux. Il est peu calorique (composé de 89 % d'eau), l'essentiel de l'apport nutritionnel provient des sucres totaux (9 %  en poids, soit environ 16 g pour un demi fruit moyen).
Les C. paradisi contiennent des polyméthoxyflavones: nobilétine, heptaméthoxyflavone et tangerétine, Star Ruby se distingue par sa teneur élevée en naringine. Des effets anti-anxiété des feuilles de Star Ruby ont été observés en modèle murin (2010). Le potentiel antioxydant du jus de Star Ruby améliore les taux de lipides plasmatiques et augmentent l'activité antioxydante du plasma sanguin chez les rats (2004).

## Huile essentielle
L'HE du fruit de Star Ruby est commune comme sous produit des déchets de pressage du jus (ce qui n'aide pas au sourçage). Le rendement est relativement faible (0,34 à 0,57 % %).
Elle est promue comme aromatisant (son principal usage est l'aromatisation des boissons) et agent anti-inflammatoires. Son parfum est décrit volatil, frais, léger, citronné, doux/amer avec une note piquante de fond, les composants aromatiques sont l'octanal (d'où la proximité avec les notes de rose), le décanal et le nootkatone. Le parfumeur J-C. Elllena a créé une Eau de pamplemousse rose qui est un accord de grapefruit, divers agrumes et de rose (2009) qualifiée vivace et la fraîche, les HE de C. paradisi sont fréquentes dans le Colognes.
Le D-limonène ( 86,7 à 94 % ) est le principal composé de l'HE du fruit suivi du β-myrcéne (2,5 %) et de l'octanal. Le β-phellandrène (90 %) de l'HE des feuilles. Une publication sud-africaine a comparé la composition de 3 HE de fruit des principaux cultivars commerciaux (2021). La narirutine et la naringine sont également présents dans l'HE, et extraits car ils sont une source de molécules bioactives à valeur marchande. Il faut noter l'influence de la méthode d'extraction sur la diversité de la composition: Il y a 2,5 à 15 fois plus de composés phénoliques et de flavonoïdes dans l'extrait aqueux de Star Ruby comparé aux extraits au méthanol de fruit frais.